# Усть-Ніцинське сільське поселення
Усть-Ніци́нське сільське поселення (рос. Усть-Ницинское сельское поселение) — сільське поселення у складі Слободо-Туринського району Свердловської області Росії.
Адміністративний центр — село Усть-Ніцинське.
Населення сільського поселення становить 2822 особи (2019; 3524 у 2010, 4122 у 2002).
Станом на 2002 рік існувало 4 сільських ради: Голяковська сільська рада (присілки Голякова, Єрмакова, Замотаєва, Зуєва, Мельникова), Краснослободська сільська рада (село Краснослободське, присілок Івановка, селище Розсвіт), Липчинська сільська рада (село Липчинське, присілки Бурмакіна, Голишева, Єрмолина, Йолкина, Калугіна, Мельнична) та Усть-Ніцинська сільська рада (село Усть-Ніцинське, присілки Єрзовка, Жирякова, Лукина, Черемнова).

## Склад
До складу сільського поселення входять:
| Населений пункт        | Населення, осіб (2002) | Населення, осіб (2010) |
| ---------------------- | ---------------------- | ---------------------- |
| Бурмакіна, присілок    | 93                     | 98                     |
| Голишева, присілок     | 68                     | 49                     |
| Голякова, присілок     | 214                    | 145                    |
| Єрзовка, присілок      | 1                      | 0                      |
| Єрмакова, присілок     | 316                    | 280                    |
| Єрмолина, присілок     | 45                     | 50                     |
| Жирякова, присілок     | 162                    | 118                    |
| Замотаєва, присілок    | 73                     | 43                     |
| Зуєва, присілок        | 152                    | 155                    |
| Івановка, присілок     | 157                    | 147                    |
| Йолкина, присілок      | 91                     | 82                     |
| Калугіна, присілок     | 27                     | 11                     |
| Краснослободське, село | 882                    | 720                    |
| Липчинське, село       | 562                    | 520                    |
| Лукина, присілок       | 41                     | 29                     |
| Мельникова, присілок   | 38                     | 23                     |
| Мельнична, присілок    | 14                     | 7                      |
| Розсвіт, селище        | 159                    | 122                    |
| Усть-Ніцинське, село   | 984                    | 899                    |
| Черемнова, присілок    | 43                     | 26                     |